# لنکاستر (ایلینوی)
لنکاستر (به انگلیسی: Lancaster) یک منطقهٔ مسکونی در ایالات متحده آمریکا است که در ایلینوی واقع شده‌است.